# Lamprotornis purpuroptera
Lamprotornis purpuroptera (лат.) — вид певчих птиц из семейства скворцовых (Sturnidae).
Русское название вида — длиннохво́стый блестя́щий скворе́ц, но точно такое же русское название используется и для другого вида блестящих скворцов — Lamprotornis caudatus.

## Оперение
Длиннохвостый блестящий скворец длиной примерно 35 см. Оперение взрослых птиц в тёмных, синих тонах с металлическим отблеском, с несколько фиолетовым отливом. Голова черная, глаза очень светлые от жёлтого до цвета слоновой кости. Ноги и клюв тёмно-серые. Хвост очень длинный по сравнению с другими представителями рода блестящих скворцов.
Молодые птицы очень похожи на взрослых, однако их оперение несколько тусклее, а глаза немного темнее.

## Распространение
Область распространения длиннохвостого блестящего скворца расположена в Центральной и Восточной Африке. Северная граница проходит в Судане, южная в Танзании и западная в Демократической республике Конго. Обитает в лесах, буше и культурных ландшафтах на высоте вплоть до 2 000 м над уровнем моря.

## Образ жизни
В большинстве случаев длиннохвостый блестящий скворец встречается в парах, которые держатся преимущественно на земле. Пение — длинный, комплексный и громкий напев как резких, так и мягко звучащих звуков. Птица умеет также подражать пению других птиц. Сидя и в полёте призыв звучит как «сви-хоу» и несколько дрожащий «кверр».